# Premio Italo Calvino
Il Premio Italo Calvino, destinato agli scrittori esordienti inediti, è stato fondato a Torino nel 1985, poco dopo la morte di Italo Calvino, dall'antropologa Delia Frigessi e da un gruppo di estimatori e di amici dello scrittore tra cui Natalia Ginzburg, Norberto Bobbio, Lalla Romano, Cesare Segre, Massimo Mila e altri ancora.

## Storia
Il premio è nato con l'intento di scoprire nuovi autori nel pieno spirito dello stesso Calvino, che aveva lavorato molti anni per la casa editrice Einaudi come talent scout (vedi l'opera I libri degli altri e la scoperta di scrittori quali Andrea De Carlo).
Nella sua missione di promozione di opere inedite si è avvalso nel corso degli anni della collaborazione della rivista L'Indice dei libri del mese.
Il prestigio del Premio Italo Calvino si è affermato anche grazie alle giurie, da sempre costituite da personalità tra le più rappresentative della scena culturale italiana. Ne hanno fatto parte, tra gli altri: Cesare Segre, Cesare Cases, Ginevra Bompiani, Edoardo Sanguineti, Gian Luigi Beccaria, Luciano Berio, Antonio Moresco, Filippo La Porta, Tiziano Scarpa, Silvia Ballestra, Carlo Lucarelli, Antonio Scurati, Vincenzo Consolo, Maria Corti, Franco Fortini, Cesare Garboli, Giulio Ferroni, Marco Missiroli, Vanni Santoni, Chiara Valerio.
Fin dai primi anni, vincitori, finalisti e menzionati hanno ricevuto grande interesse da parte delle case editrici italiane, ottenendo spesso la pubblicazione; in ogni caso, «accurate note critiche (...) vengono inviate a tutti gli autori concorrenti». 
Dal 2019 il Premio Calvino organizza un concorso (call) di racconti per autori esordienti di narrativa breve, anche noto come Premio Calvino racconti. Il tema del concorso può variare ogni anno.
A partire dalla XXIV edizione (2011) a Delia Frigessi è subentrato Enrico Castelnuovo, presidente fino alla XXVII edizione (2014). L'attuale presidente è Mario Marchetti; il direttivo è composto da Anna Chiarloni, Franca Cavagnoli, Mario Marchetti, Laura Mollea (vicepresidente) e Carla Sacchi.

## Albo dei vincitori
| Anno      | Vincitore                                                 | Opera                                                           | Altri finalisti | Menzionati non finalisti e altri premi assegnati                                                           | Giuria                                                                                                |
| --------- | --------------------------------------------------------- | --------------------------------------------------------------- | --- | --- | --- |
| 1986      | Premio non assegnato                                      | -                                                               | - | - | Enrico Castelnuovo, Cesare Garboli, Natalia Ginzburg, Cesare Segre                                    |
| 1987-1988 | Pia Fontana                                               | Spokane                                                         | Carla Ammannati, Contenitori Rocco Brindisi, La morte gentile Osvaldo Nicastro, La merenda Alessandro Orlandini, Il fantasma di Bettino Davide Pinardi, L’isola nel cielo Febo Savi, Il signor Mittelkrable | | Gianluigi Beccaria, Cesare Cases, Delia Frigessi, Claudio Gorlier, Franco Marenco                     |
| 1989      | ex aequo: Gabriele Contardi Pierangelo Selva              | Navi di Carta La grande neve                                    | Antonio Avitabile e Gianni Franciolini, Il mondo della luna Antonella Anedda, Voci d'inverno Cristina Comencini, Le pagine strappate Luciana Floris, La doppia radice (Abitare il mare) Claudio Milanini, Italo Calvino: trilogia del realismo speculativo Claudia Salvatori, La donna senza testa Susanna Tamaro, La testa fra le nuvole | | Remo Bodei, Ginevra Bompiani, Lidia De Federicis, Daniele Del Giudice, Franco Fortini                 |
| 1990      | Enrico Tronconi                                           | Il bosco                                                        | Abaco-Agosti, Più che rondine Carla Ammannati, Buon viaggio Lucio Angelini, Un racconto di Calvino al premio Calvino Pietro Barlassina, Il suono della memoria Oliviero Bergamini, Mia zia Maria Bernardini, Gabbiola Marco Valerio Borghesi, La questione dell’orizzonte Enzo Brandolini, A solo Rocco Brindisi, Racconti liturgici Vincenzo Campo, Il puro-sangue Simona Cocorocchia, Apparenze Mariano Della Vedova, In bici in Francia Fabio De Propis, La cena Luisa Di Francesco, Il mondo esule Dezio Frontera, La mulatta Federico Novaro, Primi spilzichiccheri Elio Pentonieri, Quel giorno di notte Antonio Felice Riviera, Questo silenzio, il tuo silenzio Francesco Roat, Coprifuoco Maria Rossati, La famiglia di Zebe Alvaro Strada, Da dove viene il vento? Enrico Tronconi, Il bosco Renata Vaschetto, Libero:centralissimo Anna Luisa Zappelli, La casa della signora Thompson | Menzione per un’opera saggistica su Italo Calvino: Philippe Daros, Italo Calvino: un itinéraire d’écriture | Anna Chiarloni, Maria Corti, Michel David, Guido Fink, Mario Lavagetto                                |
| 1991      | Enzo Fileno Carabba                                       | Jakob Pesciolini                                                | Claudio Balostro, Buoni muli e consapevoli menzogne Nicola Bottiglieri, Afrore Giuseppe Di Giacomo, La mia mente dispersa Francesco Piero Franchi, La storia della povera strega Salvatore Garufi, I momenti della vita Giovanna Giordano, Cina Cara io Ti Canto Ole Leali, Logomachia Nino Leone, Madre Matuta Ferdinando Lucchesi, La principessa malinconica Andrea Molocchi, Teneramente (“el dragon”) Paolo Pettinari, Passaggio in Arcadia Gianni Eugenio Viola, L’altra Gerusalemme | | Fernando Bandini, Vincenzo Consolo, Marina Jarre, Luciano Berio, Giorgio Pestelli, Edoardo Sanguineti |
| 1992      | ex aequo: Mara De Paulis Marcello Fois                    | Gilbert. Nascita e morte di un rivoluzionario Picta             | Domenico Carosso, Il centro abitato o la vita operaia Renzo Cigoi, Biblion Alessandra De Lucia, Il sogno di Jeroen Mara De Paulis, Gilbert Maurizio Gaeta, La naja Marco Palasciano, Iride e Oniride Luigi Ragni, I giorni e il tempo Emilio Sciotti, I misteri del Macho Grosso Omar Viel, Loess Roberto Volpi, L’ultima mossa | | Remo Ceserani, Romano Luperini, Nico Orengo, Elisabetta Rasy                                          |
| 1993      | Non si è tenuta l'edizione.                               |                                                                 | | | |
| 1994      | Mario Giorgi                                              | Codice                                                          | Dora Bassi, L’albero di Sylvia Paolo Bonacini, Il segreto del Farnese Vladimiro Bottone, Rebis Alessandro Buffa, Il tempo nascosto Biagio D’Egidio, Anatomista Gianfranco Gosso, Le colline addormentate Marco Palasciano, Girasoli al buio Dino Partesano, Le zie di Milano Franco Petroni, Per misura di igiene Francesco Piccolo, Diario di uno scrittore senza talento Roberto Volpi, L’inverno di un traduttore | | Guido Almansi, Grazia Livi, Rosetta Loy, Carlo Ossola, Vittorio Spinazzola                            |
| 1995      | ex aequo: Giulia Fiorn Alessandra Montrucchio             | Non m’importa se non hai trovato l’uva fragola Ondate di calore | Fulvia Alberti, Ernesto e il merù Vladimiro Bottone, Capriccio con rovine e figure Alberto Casadei, Fotoracconti Federico Fubini, La rottura delle dighe d’Olanda Patrizia Geminiani, Prima che cali la sera Renzo Jorio, Baciare le rane Franco Lamecchi, La seconda volta Maura Maioli, Le colline del silenzio Gino Moretti, Volevo tanto fare il tranviere ma mi hanno cambiato i tram Marco Palasciano, Prove tecniche di romanzo storico Roberto Peretto, Ciarlantania Maria Giuseppina Sartirana Lazzari, Piccole storie di famiglia Gianfranco Spinazzi, Foghera Luana Trapé, Never more Yugoslavia | | Francesco Biamonti, Marisa Bulgheroni, Giulio Ferroni, Ermanno Paccagnini, Fabrizia Ramondino         |
| 1996      | ex aequo: Laura Barile Samuela Salvotti                   | Oportet Concepiti in ventri di regina                           | Italo Capizzi, In fondo Fulvio Ervas, Follia docente (cupi anni d’inchiostro) Stefano Guglielmin, Il giardino di Saiho-Ji Luigi Marsiglia, Copreo Gianni Repetto, Tre storie di vendetta Claudia Zaggia, Stati di smarrimento | | Angela Bianchini, Filippo La Porta, Geno Pampaloni, Francesca Sanvitale, Emilio Tadini                |
| 1997      | Vincenzo Esposito                                         | La festa di Santa Elisabetta                                    | Vladimiro Bottone, L’ospite della vita Dario Buzzolan, Millequattrocentosettanta Marica Larocchi, Carabà Angela Majolino, Dal folto Gero Mannella, Ferendedalus Jacopo Nacci, Tutti carini Giovanna Pasigato Gibertini, Storie di Nueva Tijuana Stefano Perricone, Il venditore di sperma Marco Pontoni, Macchine fluide Rosa Elena Salamone, La volpe sposa Carla Violetti, Il tramonto della luna | | Luisa Adorno, Roberto Cotroneo, Maurizio Maggiani, Ezio Raimondi, Marino Sinibaldi                    |
| 1998      | ex aequo: Paola Biocca Dario Buzzolan                     | Buio a Gerusalemme Dall'altra parte degli occhi                 | Maria Cristina Assumma, Aurelia Campo Delia Biasi, I fiori azzurri Dario Buzzolan, Dall’altra parte degli occhi Sergio Cicconi, L’accumulazione delle distanze Antonella Cilento, Ora d’aria Marica Larocchi, La mangiatrice di voci Matteo Magnani, Il segno meno davanti Renato Riccardi, Un’educazione democratica Antonio Gavino Sanna, Su Siddadu | | Enrico Deaglio, Maria Nadotti, Silvio Perrella, Clara Sereni, Gianni Turchetta                        |
| 1999      | ex aequo: Luisa Carnielli e Fulvio Ervas Paola Mastrocola | La lotteria La gallina volante                                  | Gabriella Bettelli, L’eunuco del tempo Vladimiro Bottone, Mozart in viaggio per NA Sergio Castrucci, Anomalie Davide Ferrari, Milonga per un giardiniere Domenico Mancusi, Sotto un cielo piccolo Daniella Manini, Il battello di Rimbaud Alberto Odone, L’uomo che portava il basco del Che Stefano Perricone, L’intendente Sansho Renato Rubin, Rio terrà dei pensieri | | Marta Morazzoni, Antonio Moresco, Massimo Onofri, Bernard Siméone, Carla Vasio                        |
| 2000      | Flavio Soriga                                             | I Diavoli di Nuraiò                                             | Franca Casagrande, L’acchiappanuvole Daniele Laura, L’uomo dei binocoli Franco Limardi, L’età dell’acqua Michela Mastrodonato, Delle nostre parole Graziella Monni, La lunga notte Fabrizio Negrini, Strani universi Daniele Pierotti, La vera storia di John Fake McCoy Piera Rossotti, Il diario intimo di Filippina de Sales marchesa di Cavour | | Marcello Fois, Silvana Grasso, Salvatore Nigro, Domenico Scarpa, Simona Vinci                         |
| 2001      | Errico Buonanno                                           | Piccola serenata notturna                                       | Alessio Armiento, Racconti Maria Laura Bufano, Pater Paola Cereda, Maria come la mamma di Gesù Giovanna Esposito, Una montagna di polvere Francesco Festa, Alumix Enrico Giacovelli, Unter den Linden Paolo Giuranna, Erinni venture Niccolò La Rocca, Aione Marina Magnino, Ipogeo Massimo Miro Pusceddu, Hanno sparato a John Lennon Giambattista Schieppati, Paperopoli Claudia Vio, La vocazione delle donne | | Mario Barenghi, Laura Pariani, Tiziano Scarpa, Emanuele Trevi, Dario Voltolini                        |
| 2002      | Laura Facchi                                              | Il megafono di Dio                                              | Marco Bellotto, Amore e giustizia Fabio Cerretani, Le ragazze del Delta Andrea D’Agostino, Mi mangiassero i grilli Giuliana de Medici, I falconieri Lidia Gargiulo, Or sé la quercia spande Mario Lenzi, O miei compagni Alessandra Libutti, Thomas Jay Stefano Perricone, Il sotterraneo Leonardo Pica Ciamarra, Ad avere occhi per vedere Giovanni Polesello, La porta delle nuvole Viola Rispoli, C’era scirocco Fausto Vitaliano, La tomba dell’angelo | | Andrea Cortellessa, Gina Lagorio, Michele Mari, Francesco Piccolo, Massimo Raffaeli                   |
| 2003      | Gianni Marilotti                                          | La quattordicesima commensale                                   | Luca Bianchedi, Altrimenti uomini Maria Laura Bufano, Ma nulla paga il pianto… Vincenzo D’Alessio, (senza titolo) Paolo Di Paolo, Nuovi cieli Dario Fani, Racconti Peppe Fiore, L’attesa di un figlio nella vita di un giovane padre, oggi Fabio Franzin, Là dove c’era l’erba Davide Gallo, Ready made Paolo Giannotti, La voce del pavone Giovanni Lacchini, La lectrice e il cunilingus Sandra Puccini, Storie Laura Lorenza Sciolla, La notte di Samuin Antonio Tiri, Football Francesca Veltri, Davide era stanco | | Silvia Ballestra, Sandro Gerbi, Raffaele Manica, Giulio Mozzi, Paolo Nori                             |
| 2004      | Tamara Jadrejčić                                          | I prigionieri di guerra                                         | Luca Bianchedi, Reverie Fulvio Bonfiglietti, Nido di topi Giuseppe Calagna, La primavera di Curcurù Amor Dekhis, I lupi della notte Antonella Del Giudice, L’ultima papessa Placido Di Stefano, Amami (Love me two times) Mauro Gorrino, Serse e la bestia Mario A. Iannaccone, Il supplente Liliana Panzarani, Lo sguardo di Giacometta Mario Saracini, Paradigmata | | Alessandro Barbero, Diego De Silva, Giorgio Ficara, Laura Lepri, Maria Pace Ottieri                   |
| 2005      | Martino Ferro                                             | Il primo che sorride                                            | Claudio Balostro, Il vigile Rollo Stella Fantuzzi, Sincronie di fine vita Stefano Guglielmin, Tra la pupilla e il mondo Jacopo Marchisio, Vecchie storie Rossella Milone, Prendetevi cura delle bambine Carlo Alberto Pinelli, Il mitra di legno Tea Ranno, Cenere Manuel Righele, Eure(ka)n Nicoletta Salomon, Questa non è una storia d’amore Roberta Scotto Galletta, La genìa | | Mauro Covacich, Guido Davico Bonino, Carlo Lucarelli, Bruno Pischedda, Jacqueline Risset              |
| 2006      | Vito Carone di Grassi                                     | Uno e trino                                                     | Marco Aliprandini, I nodi del bambù Flora Banchetti, Il principe Francesco Casolo, Viktor Maura Fatarella, Aspettando Tullio Michele Giannoni, Sette racconti molto brevi Cristina Masciola, Razza bastarda Giovanni Montanaro, Croce di Honninfjord Domenico Piccichè, Una buona notizia: Dio ti ama! Ovvero un incubo fatto in Sicilia Paola Ronco, Breviario dei servi globali Claudio Mauro Tozzi, Un atomo sulla bilancia | | Lina Bolzoni, Sergio Givone, Gabriele Pedullà, Sergio Pent, Antonio Scurati                           |
| 2007      | ex aequo: Giusi Marchetta Francesco Peri                  | Dai un bacio a chi vuoi tu La regina dei porsei                 | Berenice Capatti, L’assenza Massimiliano Carocci, Vento rosso Savina Dolores Massa, Undici Valentina Misgur, Trovami un giorno Maria Chiara Pizzorno, Sarò io a cercarti Gianfranco Recchia, Signori briganti | | Giorgio Bertone, Pietro Cheli, Paola Mastrocola, Lidia Ravera, Giovanni Tesio                         |
| 2008      | Gabriele Caprioli                                         | Quaranta                                                        | Igor Argamante, Gerico 1941. Storie di ghetto e dintorni Antonio G. Bortoluzzi, Cronache della valle Angela Bubba, La casa Pierpaolo Fiorini, Il male è chiaro Emanuela Fontana, Sottochiave Gianni Garamanti, Caldi, vuoti e veloci Claudio Garavini, Sogni in fuga Marco Prato, Harry Potter non esiste Gabriella Repaci, Una poca cosa Luca Serra, KGB Torino. Filiale 44 | | Alberto Casadei, Franco Cordelli, Pietro Grossi, Laura Pugno, Elena Stancanelli                       |
| 2009      | Ivan Guerrerio                                            | Splendido splendente: romanzo per Moana                         | Luca Bonzano, Orario di circolazione Paola Cereda, Della vita di Alfredo Cesare Cuscianna, La Malerba Giovanni di Giamberardino, La marcatura della regina Simona Garbarini, Il posto giusto Fabrizio Guglielmini, Asbesto Anna Lo Piano, Il meccanico di Ahmed Alberto Mossino, Quell’africana che non parla neanche bene l’italiano Fabio Napoli, La banda dei precari Giovanna Providenti, La porta è aperta. Vita di Goliarda Sapienza Roberto Risso, Racconti | | Natalia Aspesi, Andrea Bajani, Paolo Colagrande, Giancarlo Ferretti                                   |
| 2010      | Mariapia Veladiano                                        | La vita accanto                                                 | Riccardo Battaglia, Inverno inferno Antonio G. Bortoluzzi, La contorsionista ride Marta Ceroni, L’anatra sposa Alessandro Cinquegrani, Cacciatori di frodo Marco Gualersi, E m’oscuro in un mio nido Michele Lamon, R.M. Roberto Risso, Carolyna Eduardo Savarese, Non passare per il sangue Giovanni Vergineo, Pippe Pierpaolo Vettori, La notte dei bambini cometa Damiano Zerneri, Ultimo nell’alfabeto | | Giuseppe Antonelli, Gianrico Carofiglio, Margherita Oggero, Valeria Parrella                          |
| 2011      | Giovanni Greco                                            | Malacrianza                                                     | Sergio Compagnucci, L’esordiente Max Ferrone, La qualità del dono Anna Melis, Da qui a cent’anni Letizia Pezzali, L’età lirica Marco Porru, L’eredità dei corpi Giacomo Verri, Partigiano Inverno Pierpaolo Vettori, Le sorelle Soffici | | Daria Galateria, Daniele Giglioli, Nicola Lagioia, Rosa Matteucci, Michela Murgia                     |
| 2012      | Riccardo Gazzaniga                                        | A viso coperto                                                  | Simona Baldelli, Evelina e le fate Marco Campogiani, Smalltown boy Simone Giorgi, Il peggio è passato Eugenio Giudici, Piccole storie Paolo Marino, La casa di Edo (Strategie per arredare il vuoto) - Menzione della Giuria Michela Monferrini, Gennaio come Fabrizio Pasanisi, Lo stile del giorno (Bert e il Mago) - Menzione della Giuria | | Renato Barilli, Massimo Carlotto, Fabio Geda, Melania Mazzucco, Giorgio Vasta                         |
| 2013      | Francesco Maino                                           | Cartongesso                                                     | Domenico Dara, Breve trattato sulle coincidenze Carlo De Rossi, Il ventre della regina Andrea D’Urso, Nomi, cose e città Marco Magini, Come fossi solo - Menzione della Giuria Stefano Perricone, La donna dell’uomo che girava in tondo Simona Rondolini, I costruttori di ponti (Dovunque, eternamente) - Menzione della Giuria Carmen Totaro, Le piene di grazia | | Irene Bignardi, Maria Teresa Carbone, Matteo Di Gesù, Ernesto Ferrero, Evelina Santangelo             |
| 2014      | Pier Franco Brandimarte                                   | L’Amalassunta                                                   | Gianni Agostinelli, Perché non sono un sasso Francesco Paolo Maria Di Salvia, La circostanza - Menzione della Giuria Simone Giorgi, L’ultima famiglia felice - Menzione della Giuria Fabio Greco, Genti a cartapesta Maurizio Maggi, L’avamposto Elisabetta Pierini, Notte Francesca Pilato, Il colore turchino Carmela Scotti, L’imperfetta | | Antonia Arslan, Concita De Gregorio, Paolo Di Paolo, Barbara Lanati, Tommaso Pincio                   |
| 2015      | ex aequo: Valerio Callieri Cristian Mannu                 | Teorema dell’incompletezza Maria di Ísili                       | Daniel Di Schuler, Alberto Kappa. Note di un risveglio (Un'Odissea minuta) - Menzione della Giuria Fabio Massimo Franceschelli, Italia Veronica Galletta, Le isole di Norman Yasmin Federica Incretolli, Ultrantropo(rno)morfismo - Menzione della Giuria Carlo Loforti, Il calcio è un bastardo Federico Muzzu, Condizioni di frattura (Invece che uno) Alessandro Tuzzato, L’inutilità dei buoni | | Paolo Giordano, Dacia Maraini, Francesco Permunian, Fabio Stassi, Chiara Valerio                      |
| 2016      | ex aequo: Elisabetta Pierini Cesare Sinatti               | L'interruttore dei sogni (La casa capovolta) La splendente      | Adil Bellafqih, Baratro Alessandro Calabrese, T-Trinz Claudia Cautillo, Il fuoco nudo Giuseppe Imbrogno, Il perturbante - Menzione della Giuria Alessandro Pierozzi, La serrata Martina Renata Prosperi, Branchia - Menzione della Giuria Eugenio Raspi, Inox | | Paola Capriolo, Angelo Guglielmi, Niva Lorenzini, Christian Raimo, Filippo Tuena                      |
| 2017      | Emanuela Canepa                                           | L'animale femmina                                               | Nicolò Cavallaro, Le lettere dal carcere di 32 B Andrea Esposito, Città assediata Igor Esposito, Alla cassa Vanni Lai, Le Tigri del Goceano Davide Martirani, Il Regno Luca Mercadante, Presunzione - Menzione della Giuria Serena Patrignanelli, La fine dell’estate - Menzione della Giuria Roberto Todisco, Jimmy Lamericano - Menzione della Giuria | | Rossana Campo, Franca Cavagnoli, Mario Desiati, Marco Missiroli, Mirella Serri                        |
| 2018      | Filippo Tapparelli                                        | L'inverno di Giona                                              | Adil Bellafqih, Il grande vuoto - Menzione della Giuria Maurizio Bonino e Valentina Drago, Omeocrazia Riccardo Luraschi, Il Faraone - Menzione della Giuria Loreta Minutilli, Elena di Sparta Giulio Nardo, Sinfonia delle nuvole - Menzione Treccani Nicola Nucci, Trovami un modo semplice per uscirne Marinella Savino, La sartoria di via Chiatamone Bruno Tosatti, Talib, ovvero la curiosità | | Teresa Ciabatti, Luca Doninelli, Maria Teresa Giaveri, Vanni Santoni, Mariapia Veladiano              |
| 2019      | Gennaro Serio                                             | Notturno di Gibilterra                                          | Carmela Barbarino, La dragunera Francesco Bolognesi, L’ultima partita Stefano Etzi, Tante piccole cose Daniela Gambaro, Dieci storie quasi vere - Menzione della Giuria Cristina Gregorin, L’ultima testimone - Menzione della Giuria Sergio La Chiusa, I Pellicani - Menzione Treccani Laura Lanza, Ciccina | Menzione del Direttivo: Roberto Peretto, Sildenepro, il fantasista ribelle                                 | Peppe Fiore, Giuseppe Lupo, Rossella Milone, Davide Orecchio, Sandra Petrignani                       |
| 2020      | Maddalena Fingerle                                        | Lingua madre                                                    | Gian Primo Brugnoli, Giardino San Leonardo - Menzione Treccani Riccardo Capoferro, Oceanides - Menzione della Giuria Martino Costa, Trash Benedetta Galli, Schikaneder e il labirinto - Menzione della Giuria Vanni Lai, Sei colpi al tramonto Giulia Lombezzi, La sostanza instabile Alessio Orgera, I martiri Pier Lorenzo Pisano, Ma Daniele Santero, Vita breve di un domatore di belve - Menzione della Giuria Nicoletta Verna, Il valore affettivo - Menzione della Giuria | Menzione del Direttivo: Davide Rigiani, Tullio e l’eolao più stranissimo di tutto il Canton Ticino         | Omar Di Monopoli, Helena Janeczek, Gino Ruozzi, Flavio Soriga, Nadia Terranova                        |
| 2021      | Francesca Valente                                         | Altro nulla da segnalare. Storie di uccelli                     | Mariana Branca, Non nella Enne non nella A ma nella Esse Claudio Conti, L’uomo che ha venduto il mondo Stefano Mussari, Noi non siamo la risposta - Menzione della Giuria Giulio Nardo, Le piacevoli favole Gianmarco Parodi, Le tracce del fuoco Stella Poli, La gioia avvenire Vittorio Punzo, L’età delle madri - Menzione della Giuria Alberto Ravasio, L’educazione sentimentale di Guglielmo Sputacchiera Alfredo Speranza, Rattatata - Menzione della Giuria | Menzione del Direttivo: Antonio Galetta, La pace sotto gli ulivi                                           | Mario Baudino, Isabella Camera d’Afflitto, Valeria Della Valle, Giorgio Falco, Alessio Torino         |
| 2022      | Nicolò Moscatelli                                         | I calcagnanti                                                   | Stefano Casanova, Un chiodo storto - Menzione della Giuria Marianna Crasto, Tanto poi moriamo Loretta Franceschin, Sono d’acqua i nostri pensieri Jessica La Fauci, Croste Francesco Marangi, Risacca Giulio Natali, La scelta Greta Pavan, Quasi niente sbagliato - Menzione della Giuria Rita Siligato, La favola racconta Giorgio Benedetto Scalia, Vita e martirio di Saro Scordia, pescivendolo - Menzione della Giuria | | Mariolina Bertini, Sandro Campani, Enzo Fileno Carabba, Donatella Di Pietrantonio, Orazio Labbate     |
| 2023      | Jacopo Iannuzzi                                           | White people rape dogs                                          | Luigia Bencivenga, O’Cane - Menzione della Giuria Alessio Caliandro, Gli incarnati Antonio Galetta, Pietà Marina Guglielmi, Il vestito più leggero - Menzione della Giuria Alberto Liverani, Internetà Licia Martella, Giallo buio Silvana Miano, Nataroccia Giuseppe Quaranta, La malinconia dei coralli | | Carla Benedetti, Giorgio Fontana, Giovanni Greco, Andrea Moro, Nicoletta Vallorani                    |
| 2024      | Simone Torino                                             | Macaco                                                          | Ezio Azzollini, El Moscardón. La vita sufficiente di Martín Primaro Saverio Gangemi, Calùra - Menzione della Giuria Maria La Tela, Nel nome tuo Elisa Menon, Guance bianche e rosse. Elda è salita alle Malghe - Menzione della Giuria Maria Sofia Mormile, La follia dei gigli Michela Panichi, La Cecilia Diego Pellizzari, Diaboli virtus Filippo Rosso, Biografia del vuoto | | Viola Ardone, Beatrice Manetti, Roberta Mazzanti, Andrea Pomella, Alessandro Zaccuri                  |